# Ivan Van Sertima
Ivan Van Sertima (Kitty Village, Guayana británica, 26 de febrero de 1935 -Nueva Jersey, f. 25 de mayo de 2009), fue un científico social y académico británico de origen guayanés. Más conocido por su obra "They Came Before Columbus" ("Ellos vinieron antes que Colón" en español), la cual defiende la teoría de la presencia de civilizaciones africanas en el continente americano, específicamente en México.

## Biografía
Ivan Gladstone Van Sertima nació en la villa Kitty, en la entonces Guayana británica.
Siendo educado como cualquier ciudadano inglés, completó su formación media básica en una escuela de su tierra natal, destacando en Secundaria por su poesía.
En los años 50 emigró a Inglaterra para estudiar en la Universidad de Londres, en la Escuela de Estudios Orientales y Africanos. Van Sertima se graduó con honores en 1969, en Lenguas y Estudios Africanos. Durante sus estudios aprendería suajili y húngaro.
De 1957 a 1959 trabajó para la Oficina de Prensa y Servicios Informativos de Guyana. En los años 70 trabajó muchos años como periodista en Gran Bretaña, donde fue corresponsal en el Caribe y en África. 
Van Sertima contrajo matrimonio en 1964 con la psicóloga Maria Nagy, con la que adoptó dos hijos: Larry y Michael. Por 1967, estando en África, escribió un "Diccionario de Palabras Swahilis".
En 1970, Van Sertima se mudó a los Estados Unidos para trabajar como profesor de Estudios africanos en la Universidad Rutgers de Nueva Jersey.

## Pensamiento y trabajos
Fue un férreo defensor de la presencia afroasiática y de su influencia en América, mucho antes que los colonos europeos como los vikingos. Tales ideas le inspiraron a publicar su libro más difundido en el mundo: They Came Before Columbus.
La obra describe el posible origen egipcio, nubio o fenicio de las civilizaciones mesoamericanas, presentando una infinidad de "pruebas", como el culto a la Serpiente Emplumada (Quetzalcóatl), aspectos como el lenguaje, la metalurgia, las matemáticas, la ingeniería o la arquitectura, despertando especial atención en la comunidad afroamericana.
Sin embargo su libro en la comunidad científica es considerado como pseudociencia, ni siquiera es considerado un libro de estudio, si no más bien, de "fantasías", y el hecho de que Van Sertima escribió su libro cuando aun era estudiante de posgrado, dándole una gran popularidad a su figura y por consiguiente acarreando una gran cantidad de dinero también desestima bastante su trabajo y pone en duda sus intenciones personales.
El trabajo de Van Sertima sobre la civilización olmeca ha sido criticado por académicos mesoamericanos, [17] quienes describen sus afirmaciones como infundadas y falsas. El Journal of African Civilizations de Van Sertima no se consideró para su inclusión en Journals of the Century. [18] En 1997, los académicos en un artículo de Journal of Current Anthropology criticaron en detalle muchos elementos de They Came Before Columbus (1976). [5]Salvo una breve mención, el libro no había sido revisado previamente en una revista académica. Los investigadores escribieron una refutación sistemática de las afirmaciones de Van Sertima, afirmando que la "propuesta de Van Sertima no tenía fundamento" al afirmar que la difusión africana era responsable de la cultura olmeca prehistórica (en el México actual). Señalaron que no se había encontrado "ningún artefacto africano genuino en una excavación arqueológica controlada en el Nuevo Mundo". Observaron que las cabezas de piedra olmecas fueron talladas cientos de años antes del supuesto contacto y sólo superficialmente parecen africanas; los nubios que Van Sertima había reclamado como sus creadores no se parecen a estos "retratos". [5]Además, señalaron que en la década de 1980, Van Sertima había cambiado su línea de tiempo de influencia africana, sugiriendo que los africanos se dirigieron al Nuevo Mundo en el siglo X a. C., para dar cuenta de la erudición independiente más reciente en la datación de la cultura olmeca. [5]
Además, calificaron de "falaces" sus afirmaciones de que los africanos habían difundido las prácticas de construcción de pirámides y momificación , y señalaron el aumento independiente de estas en las Américas. Además, escribieron que Van Sertima "disminuyó [d] los logros reales de la cultura nativa americana " por sus afirmaciones de origen africano para ellos. [5]
Van Sertima escribió una respuesta para ser incluida en el artículo (como es la práctica académica estándar) pero la retiró. La revista requería que las reimpresiones debían incluir el artículo completo y habría tenido que incluir la respuesta de los autores originales (escrita pero no publicada) a su respuesta. [5] En cambio, Van Sertima respondió a sus críticos en "su" volumen de revista publicado como Early America Revisited (1998). [19]
En una revisión del New York Times 1977 del libro de Van Sertima de 1976 They Came Before Columbus , el arqueólogo Glyn Daniel calificó el trabajo de Van Sertima como "basura ignorante", y concluyó que los trabajos de Van Sertima y Barry Fell , a quien también estaba revisando, "Danos teorías mal argumentadas basadas en fantasías".

## Defunción y legado
Van Sertima se jubiló en 2006 y falleció el 25 de mayo de 2006 con 75 años. De él sobreviven su esposa y sus cuatro hijos adultos. Su mujer, Jacqueline Van Sertima, continuó publicando el Viaje de las Civilizaciones Africanas. También pensaba publicar un libro de poesía escrito por Ivan.

## Obras

### Como autor
- 1968, Ensayo de escritores caribeños
- 1976, Ellos vinieron antes que Colón
- 1999, La ciencia africana perdida: una visión general

### Como editor
- 1979-2005, El viaje de las civilizaciones africanas
- 1983, Negros en la ciencia: Antigüedad y Modernidad
- 1985, Presencia africana en la antigua Europa
- 1986, Grandes pensadores africanos,
- 1988, Grandes líderes negros
- 1988, Cheikh Anta Diop
- 1988, Mujeres negras en la Antigüedad
- 1988, Van Sertima después del congreso: el mito de Colón
- 1992, La edad dorada del páramo
- 1993, Egipto revisitado
- 1998, La antigua América revisitada